# Bar Āhang
Bar Āhang (persiska: بَراهِنگ, بر آهنگ, Derakht-e Lashkarī, Barāheng, درخت لشکری) är en ort i Iran.   Den ligger i provinsen Hormozgan, i den sydöstra delen av landet, 1 200 km sydost om huvudstaden Teheran. Bar Āhang ligger 670 meter över havet och antalet invånare är 228.
Terrängen runt Bar Āhang är kuperad. Runt Bar Āhang är det glesbefolkat, med 12 invånare per kvadratkilometer. Närmaste större samhälle är Kūh-e Ḩeydar, 4,2 km söder om Bar Āhang. Trakten runt Bar Āhang är ofruktbar med lite eller ingen växtlighet.